# Cartoon Network Egyesült Államok
A Cartoon Network Egyesült Államok (angolul: Cartoon Network United States) a Cartoon Network rajzfilmadó amerikai adásváltozata, amely elérhető angolul és spanyolul. Ez a változat volt a CN első változata. 1992. október 1-jén indult. Keleti parti idő szerint reggel 6-tól este 9-ig fogható, további műsoridőben az Adult Swimet sugározzák.
Rendelkezik egy időcsúsztatott változattal is, amely három órával később sugároz az eredetinél.

## Története
A Cartoon Networknek ez az első változata, amely elindult. 1992. október 1-jén délben kezdte meg a sugárzást a Bolondos dallamok, Liszt Ferenc II. Magyar rapszódiáját tartalmazó részével, a Nyuszi rapszódia (Rhapsody Rabbit) cíművel. A televízió 2004. július 14-én megváltoztatta a logóját, arculatát, jelmondatát (Ez a Cartoon Network) és a műsorszerkezetét. A csatornáról 2004-ben hirtelen több klasszikus rajzfilm is eltűnt és ezek a Boomerang-on jelentek meg: Bárány a nagyvárosban, Frédi és Béni, A Jetson család, Bátor, a gyáva kutya. 2007. október 15-én elindult a Cartoon Network nagy felbontású (HD) adása. Az adó 2008-ban ismét logót és arculatot változtatott. A csatorna 2010. május 29-én átesett a harmadik arculatváltásán, azzal magyarázva, hogy már nemcsak rajzfilmeket, hanem élőszereplős műsorokat is vetít. Az új szlogen „CHECK it.” lett. 2011-ben a „CHECK it.” egy új változata lépett életbe: a „YEEEAUHHHH” vagy más néven „CHECK it 2.0” arculat, amely nagyban hasonlít a korábbi „négyzet” arculatra. 2012 júniusától az adás online is nézhető, de csak Egyesült Államokbeli IP-címmel. 2013. május 20-án pedig megjelent a „CHECK it 3.0” arculat.

## Logó

Az első logó 1992 és 2004. június 14. között. A jobb alsó sarokban található.
A második logó 2004 és 2008. július 14. között. A jobb alsó sarokban található.
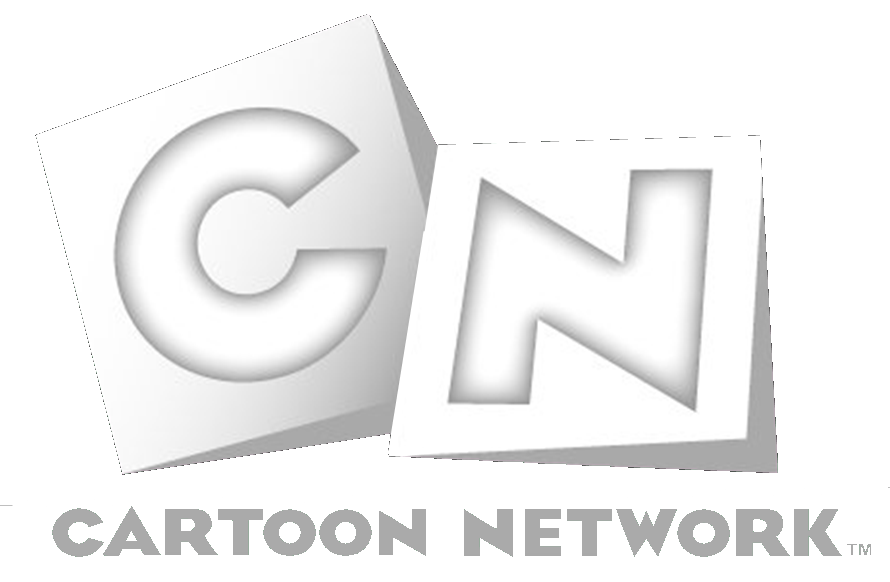
A második logó változata 2008-tól 2010. május 28-ig. A jobb alsó sarokban található.
A harmadik logó 2010-től. A jobb alsó sarokban található.